# Dino Martin
Patrick Donald Martin, detto Dino (Newport, 25 maggio 1920 – Bonita Springs, 24 luglio 1999), è stato un cestista e allenatore di pallacanestro statunitense, professionista nella BAA.